# Shimon Peres
Shimon Peres (ngheⓘ; tiếng Hebrew: שמעון פרס; tên khai sinh Szymon Perski; 2 tháng 8 năm 1923 – 28 tháng 9 năm 2016) là Tổng thống thứ 9 của Nhà nước Israel (2007 – 2014). Peres từng hai lần giữ chức Thủ tướng Israel và một lần là Quyền Thủ tướng, suốt thập niên 70 đến thập niên 90, và từng là thành viên của 12 nội các trong sự nghiệp chính trị kéo dài hơn 66 năm. Peres được bầu vào Knesset tháng 11 năm 1959 và, ngoại trừ một thời gian gián đoạn ba tháng đầu năm 2006, phục vụ liên tục cho tới năm 2007, khi ông trở thành Tổng thống. Tháng 11 năm 2008 ông đã được Nữ hoàng Elizabeth II tặng danh hiệu Hiệp sĩ danh dự.
Ra đời tại Wiszniewo, ở Ba Lan (hiện ở Belarus) năm 1923, Peres đã cùng gia đình chuyển tới lãnh thổ Palestine Ủy trị năm 1934. Ông đã giữ nhiều chức vụ ngoại giao và quân sự trong và trực tiếp sau cuộc chiến tranh giành độc lập của Israel. Chức vụ cao cấp đầu tiên trong chính phủ của ông là Thứ trưởng Quốc phòng năm 1952, và Bộ trưởng Quốc phòng năm 1953 tới năm 1959. Trong sự nghiệp của mình, ông đã đại diện cho năm đảng chính trị trong Knesset: Mapai, Rafi, Liên kết, Công Đảng và Kadima, và đã từng lãnh đạo Liên kết và Công Đảng. Peres đã giành Giải Nobel Hoà bình năm 1994 cùng với Yitzhak Rabin và Yasser Arafat vì những cuộc đàm phán hoà bình ông tham gia với tư cách Bộ trưởng Ngoại giao Israel, dẫn tới Hiệp định Oslo. Đầu năm 2007 Peres được Kadima đề cử chạy đua trong cuộc bầu cử tổng thống, và được Knesset bầu làm tổng thống ngày 13 tháng 6 năm 2007 và đã tuyên thệ trở thành cựu Thủ tướng đầu tiên được bầu làm Tổng thống Israel ngày 15 tháng 7 năm 2007 với nhiệm kỳ bảy năm.

## Những năm đầu tiên
Peres sinh ngày 2 tháng 8 năm 1923 tại Wiszniewo, Ba Lan (nay là Višnieva, Belarus), con của Yitzhak (1896-1962) và Sara (sinh năm 1905 tên khi sinh Meltzer) Perski. Gia đình này nói tiếng Hebrew, Yiddish và tiếng Nga ở nhà, và Peres đã học tiếng Ba Lan ở trường. Hiện ông nói tiếng Anh và tiếng Pháp ngoài tiếng Hebrew. Cha ông là một nhà buôn gỗ, sau này mở rộng sang cả các mặt hàng khác còn mẹ ông là một nhân viên thư viện. Peres có một người em trai, Gershon.
Ông của Peres, Rabbi Zvi Meltzer, một người cháu của Rabbi Chaim Volozhin, có ảnh hưởng lớn tới cuộc đời ông. Trong một cuộc phỏng vấn, Peres đã nói: "Khi còn trẻ, tôi lớn lên trong ngôi nhà của ông tôi… chính ông đã dạy dỗ tôi… ông tôi đã dạy tôi Talmud. Nó không dễ dàng như vẻ ngoài của nó đâu. Chúng tôi không phải là một gia đình theo đạo. Cha mẹ tôi không phải là tín đồ Chính thống nhưng tôi là Haredi. Ở một thời điểm, tôi đã nghe cha mẹ mình nghe đài về Sabbath và tôi đã phá huỷ nó." 
Ông học tại The New School ở Greenwich Village, Thành phố New York.

## Ủy trị Anh
Năm 1932, cha Peres di cư tới Palestine và định cư tại Tel Aviv. Gia đình đi theo ông năm 1934. Ông theo học Trường Tiểu học Balfour và Trường Trung học, và Geula Gymnasium (Trường Cao đẳng Thương mại) tại Tel Aviv. Khi lên 15, ông chuyển sang trường nông nghiệp Ben Shemen và sống tại Kibbutz Geva trong nhiều năm. Peres là một trong những người sáng lập Kibbutz Alumot. Năm 1941 ông được bầu làm thư ký của Hanoar Haoved Vehalomed, một phong trào thanh niên Lao động Zionist, và vào năm 1944 quay trở về Alumot, nơi ông làm việc như một người nông dân chăn nuôi bò sữa, cừu và thư ký của kibbutz (khu định cư Do Thái).

## Đời sống cá nhân
Năm 1945, Peres cưới Sonya (tên khi sinh Gelman), người luôn muốn sống bên ngoài con mắt của công chúng trong suốt sự nghiệp chính trị của ông. Họ có ba con: một con gái, Zvia Valdan, một nhà ngôn ngữ học và giáo sư tại Trường Sư phạm Beit Berl; và hai con trai, Yoni (sinh năm 1952), giám đốc một Trung tâm Thú y Làng, một bệnh viện thú y tại campus của Trường Nông nghiệp Kfar Hayarok gần Tel Aviv, và Hemi, chủ tịch Pitango Venture Capital, một trong những quỹ đầu tư mạo hiểm lớn nhất Israel. Peres có 8 cháu và hai chắt. Sonya Peres không thể tham gia lễ nhậm chức của Shimon vì sức khoẻ kém. Peres là một người cháu của nữ diễn viên Lauren Bacall (tên khi sinh Betty Joan Perski).

## Quân đội và Quốc phòng

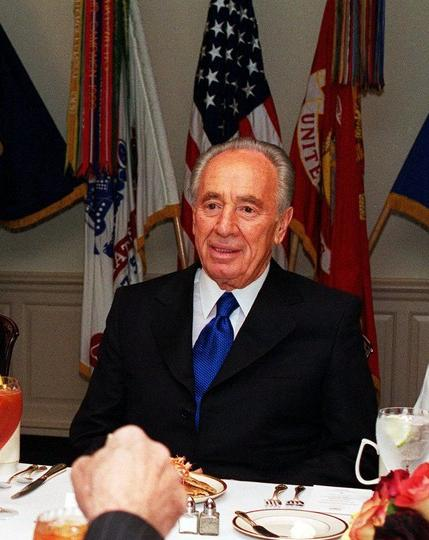
Shimon Peres nói chuyện với Donald Rumsfeld. Đại sứ Israel tại Hoa Kỳ David Ivry (ở giữa) gia nhập cuộc trò chuyện với họ.

Năm 1947, Peres gia nhập Haganah, tiền thân của Các lực lượng phòng vệ Israel. David Ben-Gurion phân công ông chịu trách nhiệm về nhân sự và mua bán vũ khí. Năm 1952, ông được chỉ định làm Thứ trưởng Bộ Quốc phòng, và vào năm 1953, ở độ tuổi 29, trở thành Bộ trưởng trẻ nhất của Bộ Quốc phòng. Ông đã tham gia vào những vụ mua bán vũ khí và thành lập các liên minh chiến lược có vai trò quan trọng với Nhà nước Israel. Nhờ sự trung gian của Peres, Israel đã mua được loại máy bay phản lực chiến đấu Dassault Mirage III hiện đại của Pháp, thành lập lò phản ứng hạt nhân Dimona và tham gia một thoả thuận ba bên với Pháp và Anh Quốc để dẫn tới cuộc Khủng hoảng Suez năm 1956.

## Sự nghiệp chính trị

### Những bước đầu tiên trong chính trị
Peres lần đầu được bầu vào Knesset trong cuộc bầu cử năm 1959, như một thành viên của đảng Mapai. Ông được trao vai trò Thứ trưởng Bộ Quốc phòng, chức vụ ông đảm nhiệm tới năm 1965. Peres và Dayan đã rời Mapai với David Ben-Gurion để thành lập một đảng mới, Rafi giải hoà với Mapai và gia nhập Liên kết (một liên minh cánh tả) năm 1968.

### Các cột mốc chính trị trong thập niên 1970
Năm 1969, Peres được chỉ định làm Bộ trưởng Thu hút Người nhập cư và vào năm 1970 trở thành Bộ trưởng Giao thông và Viễn thông. Năm 1974, sau một giai đoạn làm Bộ trưởng Thông tin, ông được chỉ định làm Bộ trưởng Quốc phòng trong chính phủ của Yitzhak Rabin, và trở thành đối thủ hàng đầu của Rabin cho chức vụ thủ tướng sau khi Golda Meir từ chức sau cuộc Chiến tranh Yom Kippur. Trong thời gian này, Peres tiếp tục đối đầu với Rabin để giành chức chủ tịch đảng, nhưng vào năm 1977, ông một lần nữa thua cuộc trước Rabin trong cuộc bầu cử của đảng.
Peres kế vị Rabin trở thành lãnh đạo đảng trước cuộc bầu cử năm 1977 khi Rabin rút lui trước một vụ scandal ngoại tệ liên quan tới vợ ông. Bởi Rabin không thể từ chức một cách hợp pháp khỏi chính phủ chuyển tiếp, ông vẫn chính thức là Thủ tướng, trong khi Peres một cách không chính thức trở thành 
Quyền Thủ tướng. Peres đã lãnh đạo Liên kết tới thất bại bầu cử đầu tiên của họ, khi đảng Likud dưới sự lãnh đạo của Menachem Begin giành đủ số ghế để thành lập một liên minh trục xuất cánh tả. Sau chỉ một tháng cầm quyền, Peres nắm vai trò lãnh đạo đảng đối lập.

### Các cột mốc chính trị thập niên 1980
Sau một kế hoạch quay trở lại của Rabin năm 1980 Peres đã lãnh đạo đảng tới một thất bại bầu cử sít sao khác trong cuộc bầu cử năm 1981.
Năm 1984, Liên kết giành nhiều ghế hơn bất kỳ đảng nào khác nhưng không tập hợp được đa số 61 ghế cần thiết để thành lập một liên minh cánh tả. Vì thế, Liên kết và Likud đồng ý với một sự sắp xếp "thay đổi" bất thường theo đó Peres sẽ là Thủ tướng và lãnh đạo Likud Yitzhak Shamir sẽ là Bộ trưởng Ngoại giao.
Một điểm nhấn ở thời kỳ làm thủ tướng này là chuyến đi tới Maroc để bàn bạc với Vua Hassan II.

#### Luân phiên với Shamir
Sau hai năm, Peres và Shamir thay đổi vị trí. Năm 1986 ông trở thành Bộ trưởng Ngoại giao. Năm 1988, Liên kết dưới sự lãnh đạo của Peres chịu một thất bại sít sao khác. Ông đã đồng ý tái lập liên minh với Likud, lần này nhường chức thủ tướng cả nhiệm kỳ cho Shamir. Trong chính phủ thống nhất quốc gia giai đoạn 1988-1990, Peres làm Phó thủ tướng và Bộ trưởng Tài chính. Ông và Liên kết cuối cùng rời chính phủ năm 1990, sau "trò bịp bợm bẩn thỉu" – Một âm mưu bất thành để hình thành một chính phủ suýt soát dựa trên một liên minh của Liên kết, các phái cánh tả nhỏ và các đảng chính thống cực đoan.

### Các cột mốc chính trị thập niên 1990
Từ năm 1990, Peres lãnh đạo phe đối lập trong Knesset, cho tới đầu năm 1992, ông bị đánh bại trong cuộc bầu cử sơ bộ đầu tiên của Công Đảng mới của Israel (đã được thành lập sau khi củng cố Liên kết vào một đảng thống nhất duy nhất) bởi Yitzhak Rabin, người ông đã thay thế mười lăm năm trước đó.
Tuy nhiên, Peres vẫn hoạt động chính trị tích cực, làm Bộ trưởng Ngoại giao của Rabin từ năm 1992 và không có sự giám sát của Rabin, bắt đầu những cuộc đàm phán bất hợp pháp bí mật với tổ chức PLO của Yasser Arafat. Khi Rabin phát hiện, ông để các cuộc đàm phán tiếp tục. Các cuộc đàm phán đã dẫn tới Hiệp định Oslo, sẽ mang lại cho Peres, Rabin và Arafat Giải Nobel Hoà bình.
Sau vụ ám sát Rabin năm 1995, Peres một lần nữa trở thành Thủ tướng. Trong nhiệm kỳ này, Peres đã khuyến khích sử dụng Internet tại Israel và tạo lập website đầu tiên của thủ tướng Israel. Tuy nhiên, ông lại bị đánh bại sít sao bởi Benjamin Netanyahu trong cuộc bầu cử thủ tướng trực tiếp đầu tiên năm 1996.
Năm 1997 ông không tìm cách tái tranh cử chức lãnh đạo Công Đảng và bị thay thế bởi Ehud Barak. Barak cự tuyệt nỗ lực của Peres nhằm lấy lại chức vụ chủ tịch đảng và ngay khi thành lập một chính phủ năm 1999 đã chỉ định Peres giữ một chức nhỏ là Bộ trưởng Hợp tác Vùng. Peres ít đóng vai trò trong chính phủ của Barak.

### Các cột mốc chính trị thập niên 2000
Năm 2000 Peres chạy đua cho một nhiệm kỳ 7 năm vào chức vụ Tổng thống, một chức vụ nguyên thủ quốc gia mang tính nghi lễ, thường cho phép lựa chọn Thủ tướng. Nếu ông thắng, như mọi người dự đoán, ông sẽ trở thành cựu thủ tướng đầu tiên được bầu làm Tổng thống. Tuy nhiên, ông thua cuộc trước ứng cử viên đảng Likud Moshe Katsav.
Sau thất bại của Ehud Barak trước Ariel Sharon trong cuộc bầu cử thủ tướng trực tiếp năm 2001, Peres một lần nữa quay trở lại. Ông lãnh đạo Công Đảng tham gia một chính phủ thống nhất với đảng Likud của Sharon và giành được ghế Bộ trưởng Ngoại giao. Chức vụ lãnh đạo đảng chính thức được chuyển cho Binyamin Ben-Eliezer, và vào năm 2002 cho thị trưởng Haifa, Amram Mitzna. Peres đã bị cánh tả chỉ trích nhiều vì bám riết lấy chức vụ Bộ trưởng Ngoại giao của mình trong một chính phủ không được coi là thúc đẩy tiến trình hoà bình, dù ông có lập trường ủng hộ hoà bình. Ông chỉ rời chức vụ khi Công Đảng rút lui trước cuộc bầu cử năm 2003. Sau khi đảng dưới sự lãnh đạo của Mitzna chịu một thất bại bầu cử nặng nề, Peres một lần nữa nổi lên như một nhà lãnh đạo lâm thời. Ông lãnh đạo đảng vào một liên minh với Sharon một lần nữa vào cuối năm 2004 khi ông này ủng hộ việc "rút lui" khỏi Gaza đệ trình một chương trình ngoại giao mà Công Đảng có thể ủng hộ.

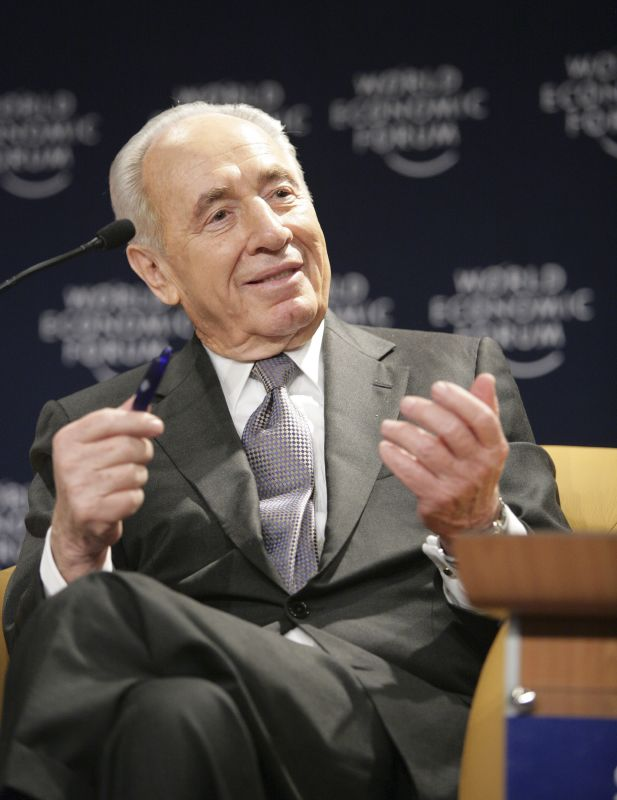
Shimon Peres (2007)

Peres giành chức chủ tịch Công Đảng năm 2005, trước cuộc bầu cử năm 2006. Với tư cách lãnh đạo đảng, Peres muốn hoãn cuộc bầu cử càng lâu càng tốt. Ông tuyên bố rằng một cuộc bầu cử sớm sẽ huỷ hoại cả kế hoạch rút quân khỏi Gaza vào tháng 9 năm 2005 và vị thế của Công Đảng trong một chính phủ đoàn kết quốc gia với Sharon. Tuy nhiên, đa số đòi một ngày sớm hơn, bởi các thành viên trẻ trong đảng, trong số đó có Ophir Pines-Paz và Isaac Herzog, đã vượt qua các nhà lãnh đạo cũ như Binyamin Ben-Eliezer và Haim Ramon, trong cuộc bỏ phiếu trong đảng để phân chia các chức vụ trong chính phủ. Cuối cùng hoá ra cuộc bầu cử không thể được tổ chức vào tháng 6, như đã lập kế hoạch, khi một scandal nổ ra về sự gian lận có thể có trong việc đăng ký thành viên. Cuộc điều tra vụ việc này đã làm trì hoãn cuộc bầu cử tới tận ngày 9 tháng 11 năm 2005.
Trước và sau sự chậm trễ, Peres liên tục dẫn đầu trong các cuộc thăm dò, bác bỏ những dự đoán rằng những đối thủ sẽ vượt qua ông. Những trao đổi nhỏ của ông với các đối thủ bắt đầu khi cựu thủ tướng Barak bắt đầu ủng hỗ việc tổ chức những cuộc bầu cử sơ bộ đầu năm đó, bởi Amir Peretz và Haim Ramon, hai thành viên nghị viện kiên quyết chống Barak, muốn ủng hộ Peres với bất kỳ giá nào để đánh bại Barak. Trong một sự thay đổi kỳ cục của các sự kiện, Peretz nhanh chóng tuyên bố tư cách ứng viên của mình, một hành động bị Peres coi là sự phản bội lớn nhất.
Dù Peres tiếp tục có những lời tranh cãi bẩn thỉu với Barak trên báo chí, mối thù địch của ông với Peretz nhanh chóng vượt qua nó, đặc biệt khi Barak rút lui khỏi cuộc đua đầu tháng 10. Một trong những cáo buộc chính của Peretz chống lại Peres là ông đã không chú trọng các vấn đề kinh tế xã hội khi còn ở trong chính phủ Sharon, và đã không hoàn thành cam kết của mình rằng Công ĐẢng đã gia nhập liên minh với ý định duy nhất là giám sát sự rút quân khỏi Gaza. Peres thua trong cuộc bầu cử lãnh đạo đảng với 40% so với 42.4% của Peretz.

#### Gia nhập Kadima
Ngày 30 tháng 11 năm 2005 Peres thông báo rằng ông đã rời Công Đảng để ủng hộ Ariel Sharon và đảng Kadima mới của ông này. Ngay sau cơn đột quỵ của Sharon đã có dự đoán rằng Peres có thể sẽ lãnh vai trò lãnh đạo đảng, nhưng hầu hết các lãnh đạo cao cấp của Kadima, từng là các thành viên cũ của Likud và tuyên bố ủng hộ Ehud Olmert làm người kế vị Sharon.
Công Đảng được thông báo là đã tìm cách lôi kéo Peres trở lại. Tuy nhiên, Peres đã thông báo rằng ông ủng hộ Olmert và sẽ ở lại với Kadima. Các thông báo truyền thông cho rằng Ehud Olmert đã đề nghị trao vị trí thứ hai trong Kadima cho Peres, nhưng các vị trí không quan trọng trong nội các cho những người được cho là đã được cho là đề nghị với Tzipi Livni. Peres trước đó đã thông báo ý định không tham gia cuộc bầu cử tháng 3. Sau thắng lợi của Kadima trong cuộc bầu cử này, Peres được trao vai trò Phó thủ tướng và Bộ trưởng Phát triển Negev, Galilee và Kinh tế Vùng.

## Tổng thống Israel

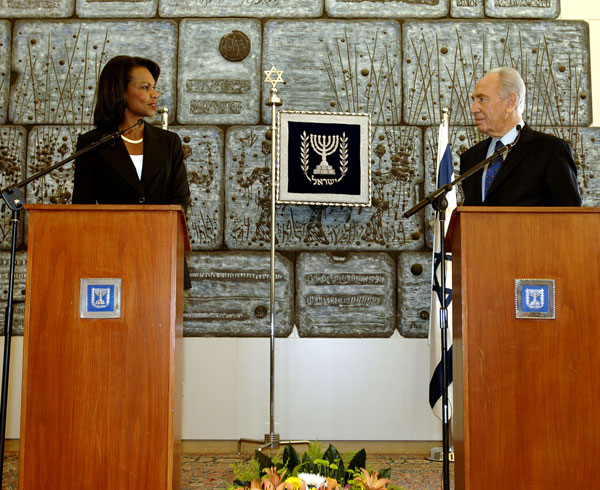
Peres và Condoleezza Rice tại Phủ Tổng thống ở Jerusalem năm 2007

Ngày 13 tháng 6 năm 2007, Peres được Knesset bầu làm Tổng thống Nhà nước Israel. 58 trong 120 thành viên Knesset bỏ phiếu cho ông ở vòng một (trong khi 38 bỏ phiếu cho Reuven Rivlin, và 21 cho Colette Avital). Các đối thủ của ông sau đó ủng hộ Peres ở vòng hai và 86 thành viên Knesset bỏ phiếu cho ông, trong khi 23 phản đối. Ông đã từ chức thành viên Knesset cùng trong ngày hôm ấy, nơi ông đã là một thành viên từ năm 1959 (ngoại trừ trong một giai đoạn ba tháng đầu năm 2006), thời gian phục vụ lâu nhất trong lịch sử chính trị Israel. Peres tuyên thệ nhậm chức Tổng thống ngày 15 tháng 7 năm 2007.

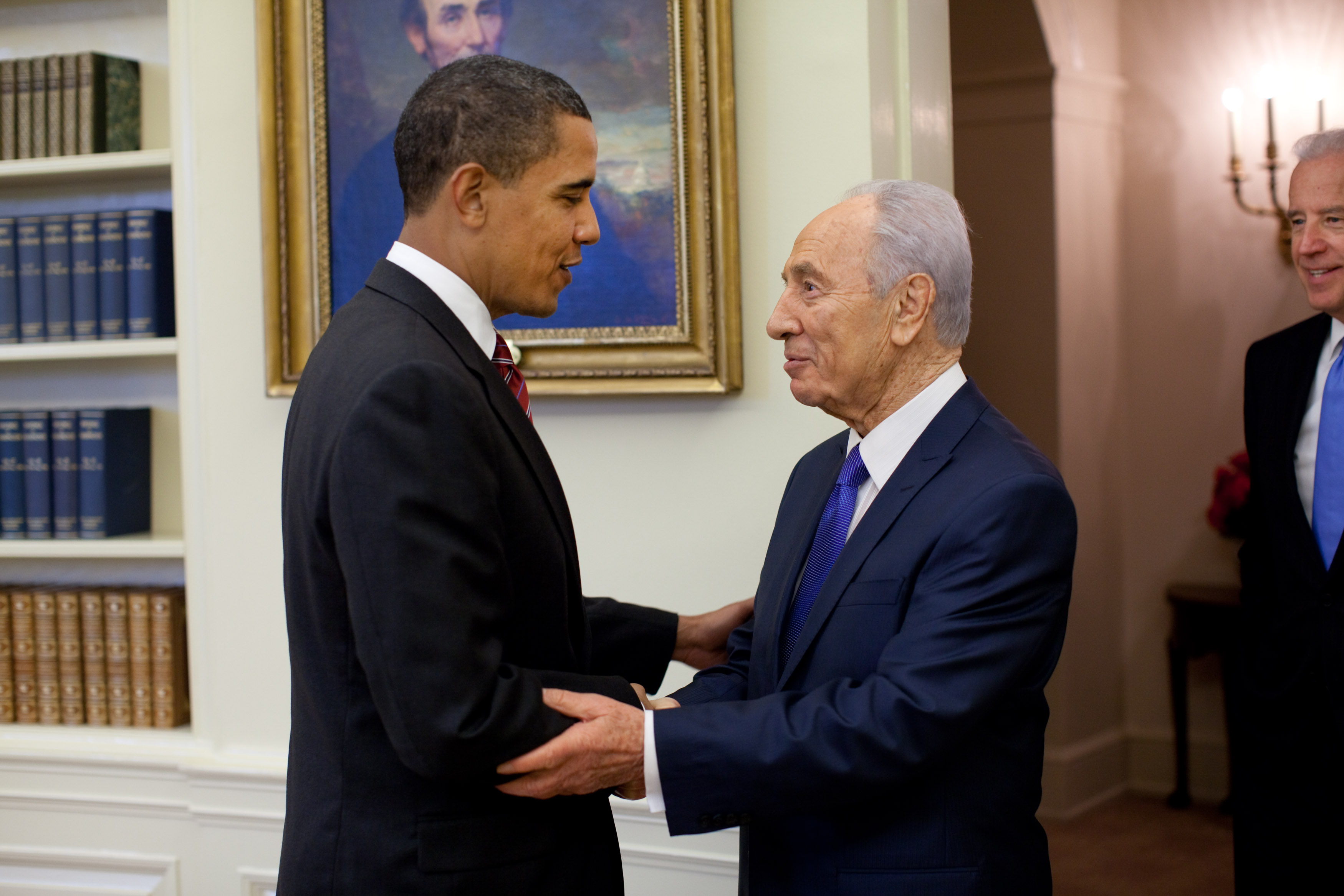
Shimon Peres gặp gỡ Barack Obama tại Phòng Bầu dục

Tháng 11 năm 2008 Peres nhận được danh hiệu hiệp sĩ danh dự của Order of St. Michael and St. George từ Nữ hoàng Elizabeth II tại Điện Buckingham ở London.

## Các quan điểm chính trị
Peres một thời từng bị coi là một chính trị gia diều hâu. Ông là một người được bảo trợ của Ben-Gurion và Dayan và từng là một người ủng hộ những người định cư ở Bờ Tây ngay từ thập kỷ 1970. Tuy nhiên, sau khi trở thành lãnh đạo đảng quan điểm của ông đã phát triển. Gần đây hơn ông đã được coi là một chính khách bồ câu, và là một người ủng hộ mạnh mẽ cho quan điểm hoà bình thông qua hợp tác kinh tế. Tuy vẫn phản đối, như nhiều lãnh đạo Israel chính thống trong thập niên 1970 và đầu thập niên 1980, việc đàm phán với PLO, ông đã tách biệt khỏi những người định cư và nói về sự cần thiết của "thoả hiệp lãnh thổ" với Bờ Tây và Dải Gaza. Trong một thời gian ông đã hy vọng rằng Vua Hussein của Jordan có thể trở thành đối tác đàm phán Ả Rập của Israel chứ không phải là Yasser Arafat. Peres đã bí mật gặp gỡ với Hussein tại London năm 1987 và đạt tới một thoả thuận khung với ông này, nhưng nó đã bị Thủ tướng Israel khi đó là Yitzhak Shamir bác bỏ. Ngay sau khi cuộc Intifada lần thứ nhất diễn ra, và bất kỳ khả năng nào Vua Hussein có như một đối tác tiềm năng của Israel trong việc giải quyết số phận của Bờ Tây đã tan biến. Sau đó, Peres dần chuyển sang ủng hộ những cuộc đàm phán với PLO, dù ông tránh đưa ra cam kết dứt khoát với chính sách này cho tới tận năm 1993.
Peres có lẽ liên kết chặt chẽ nhất với Hiệp định Oslo hơn bất kỳ một chính trị gia nào khác của Israel (gồm cả Rabin) có lẽ chỉ ngoại trừ người được ông bảo trợ, Yossi Beilin. Ông vẫn là một người kiên quyết ủng hộ Hiệp định Oslo và Chính quyền Palestine bởi sự khởi đầu của chúng dù có cuộc Intifada lần thứ nhất và al-Aqsa Intifada (Intifada lần thứ hai). Tuy nhiên, Peres đã ủng hộ chính sách quân sự của Ariel Sharon sử dụng Các lực lượng phòng vệ Israel để ngăn cản các vụ đánh bom tự sát.
Thông thường, Peres hành động như một "người phát ngôn" không chính thức của Israel (thậm chí khi ông đang đứng đối lập) bởi ông có uy tín cao và được cộng đồng ngoại giao và công chúng thế giới tôn trọng. Peres ủng hộ chính sách an ninh của Israel (các chiến dịch quân sự chống khủng bố và hàng rào Bờ Tây của Israel) chống lại những chỉ trích quốc tế và những nỗ lực lên án nó của những người ủng hộ Palestine.
Chính sách ngoại giao của Peres là duy thực. Ví dụ, để xoa dịu Thổ Nhĩ Kỳ, một quốc gia Hồi giáo trong vùng với lịch sử thân thiện với Israel, Peres được cho là đã công khai bác bỏ vụ diệt chủng Armenia. Gọi những cáo buộc diệt chủng của người Armenia là "vô nghĩa," Peres còn nói thêm, "Chúng tôi bác bỏ những nỗ lực tạo lập một sự tương tự giữa Holocaust và những cáo buộc của Armenia. Không có gì giống với Holocaust từng diễn ra. Đó là một bi kịch mà người Armenia đã phải trải qua nhưng nó không phải là một vụ diệt chủng." Bộ Ngoại giao Israel, khi đề cập tới những tranh cãi do những phát biểu đó gây ra, sau này cho rằng Peres đã bị trích dẫn sai, và rằng ông "hoàn toàn không nói, như các cơ quan truyền thông Thổ Nhĩ Kỳ cho là như vậy, 'Cái người Armenia đã trải qua là một thảm kịch, không phải là một vụ diệt chủng.'"

### Peres và Iran
Về vấn đề chương trình hạt nhân của Iran và mối đe doạ hiện hữu đặt ra với Israel, Peres nói, "Tôi không ủng hộ một cuộc tấn công quân sự vào Iran, nhưng chúng ta phải nhanh chóng và kiên quyết tạo lập một liên minh các quốc gia mạnh và sẵn sàng để áp đặt những biện pháp cấm vận kinh tế mạnh với Iran." Ông thêm, "Các nỗ lực của Iran nhằm hoàn thành các vũ khí hạt nhân sẽ khiến cả thế giới không thể ngủ yên." Cũng trong bài phát biểu đó, Peres đã so sánh Tổng thống Iran Mahmoud Ahmadinejad và lời kêu gọi "xoá bỏ Israel khỏi bản đồ" với những lời đe doạ diẹt chủng với người Do Thái ở châu Âu của Adolf Hitler trong những năm trước cuộc Holocaust. Trong một bài phỏng vấn với Đài phát thanh Quân đội ngày 8 tháng 5 năm 2006 ông lưu ý rằng "tổng thống Iran phải nhớ rằng Iran cũng có thể bị xoá khỏi bản đồ".
Với lời lưu ý này, Peres đã tạo ra những chỉ trích cứng rắn bất thường từ một nhà phân tích trên truyền hình nhà nước Israel, Yoav Limor, về việc đề cập tới việc tiêu diệt một quốc gia khác. "Có một sự đồng thuận lớn rằng sẽ là tốt hơn nếu Peres không nói điều này, đặc biệt ở thời điểm hiện tại," Limor nói. "Tôi khá chắc chắn rằng Israel không muốn thấy mình ở trong cùng hoàn cảnh điên cuồng như (Tổng thống Iran Mahmoud) Ahmadinejad."

## Sách
Shimon Peres là tác giả mười một cuốn sách, gồm:
- The Next Step (1965)
- David's Sling (1970) (ISBN 0-297-00083-7)
- And Now Tomorrow (1978)
- From These Men: seven founders of the State of Israel (1979) (ISBN 0-671-61016-3)
- Entebbe Diary (1991) (ISBN 965-248-111-4)
- The New Middle East (1993) (ISBN 0-8050-3323-8)
- Battling for Peace: a memoir (1995) (ISBN 0-679-43617-0)
- For the Future of Israel (1998) (ISBN 0-8018-5928-X)
- The Imaginary Voyage: With Theodor Herzl in Israel (1999) (ISBN 1-55970-468-3)